# 安德烈·根纳季耶维奇·基里连科
安德烈·根纳季耶维奇·基里连科（羅馬化：Andrey Gennadyevich Kirilenko；1981年2月18日—），俄羅斯職業籃球運動員，俄羅斯國家男子籃球隊成员，曾效力于美国NBA联盟，場上位置是小前鋒。于1999年NBA选秀被犹他爵士队选中，后加盟CSKA莫斯科，2001年正式成为犹他爵士队球员。坐了2年板凳重新学习後於2003年成为爵士队主力。2005年以NBA顶薪与犹他爵士队签约六年。由於其姓名Andrei Kirilenko被簡稱為AK，因此於選球衣號碼時其隊友昆西·刘易斯建議他選47號，以組成AK-47的名號。
基里连科是少有可做出5x5的籃球員，亦是NBA史上唯一一位於48分鐘內做到5X6的人，被喻為全能球員，暱稱AK-47。
基里连科於2005-06 NBA賽季平均成績有15.3分、8籃板、4.3助攻、及3.19封阻的成績。成為NBA史上第4位球員單季成績達15分、8籃板、4助攻、及3封阻（其餘三位為卡里姆·阿卜杜勒·贾巴尔、鮑勃·拉尼爾和大卫·罗宾逊）。

## 個人簡介

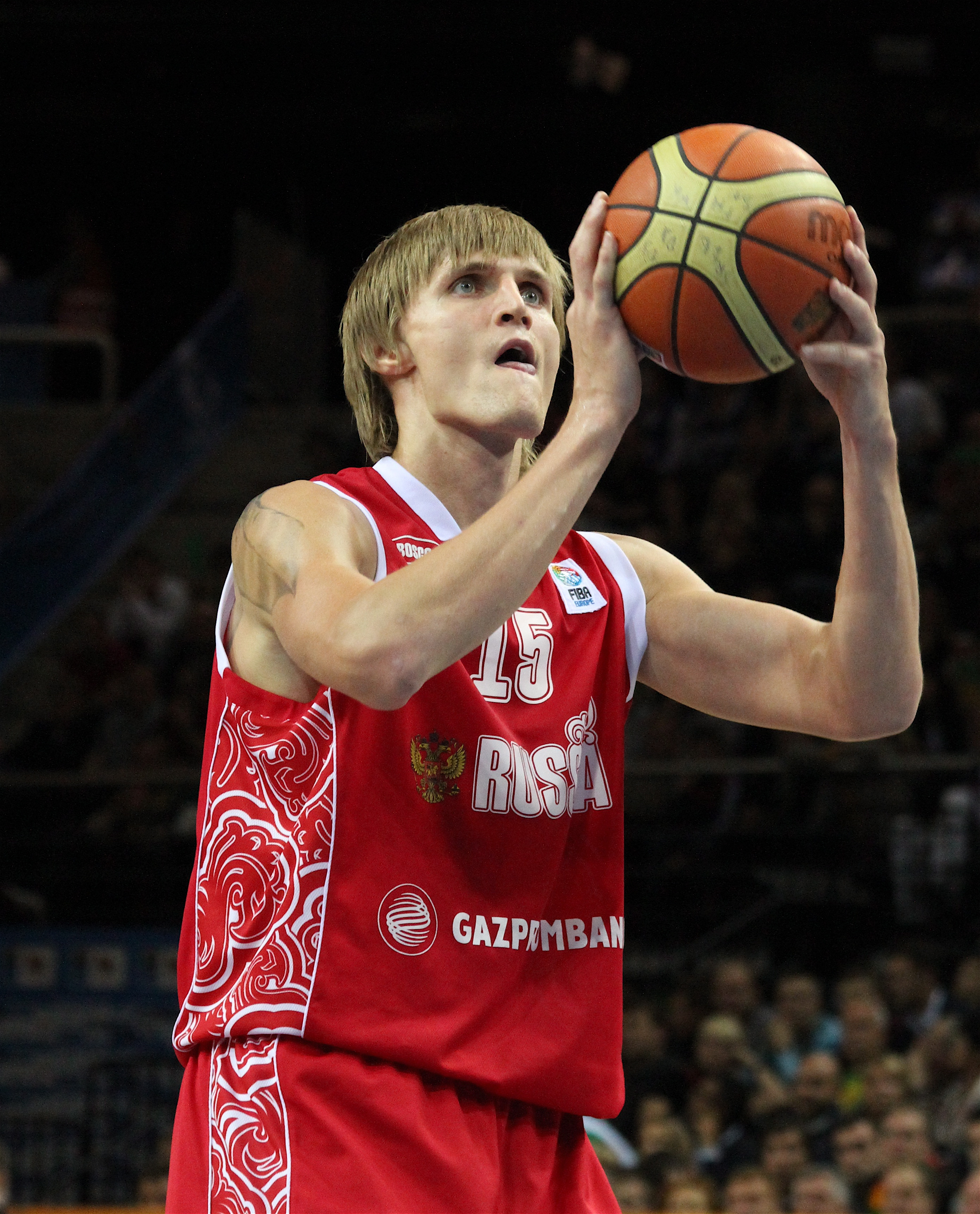
2011

基里连科於前苏联伊热夫斯克出生。基里連科是個能打前鋒點的多才多藝"長人"。平均一場球賽得13.8分並搶6.5個籃板球。他擅长防守、傳球，及掌控迅速的第一步。他的防守備受讚美，如2006年曾三度被選為NBA防守第一或第二隊，最受矚目的防守能力是「封阻」。
他的多才多藝在一場最值得注意的比賽中顯現。在2006年1月3日，面對洛杉磯湖人隊時，基里連科驚人的快攻得取14分、8籃板、9助攻、6抄截以及7個封阻。這是基里連科在事業中第三次 5x5。為NBA史上唯一一次於48分鐘內做成5×6。這個統計由NBA於1973-74NBA賽季開始計算抄截與蓋帽的數字。這個恐怖的數據只於1987年, 休士頓火箭隊的奧拉朱旺曾經有38分,17個籃板球, 12蓋帽, 7 抄截和6助攻於一場與西雅圖超音速隊於一雙加時比賽中嘗試過一次。（页面存档备份，存于） List of players who have had a five-by-five （页面存档备份，存于）

## 俄罗斯国家队生涯
基里连科曾经在2000年、2008年以及2012年代表俄罗斯国家队出征奥运会，并于2012年伦敦奥运会上帮助俄罗斯赢得铜牌。同时，基里连科还帮助俄罗斯队在2007年和2011年的欧锦赛上分别获得金牌和铜牌的成绩。
2013年2月23日，基里连科在俄罗斯篮协官方网站发表声明，为了在休赛期留出更多时间陪伴家人，他将从俄罗斯国家队退出，不参与下一个奥运周期的国际比赛。

## NBA生涯
基里连科終於在2001-02 NBA賽季加盟猶他爵士。該季他成功入選NBA新秀挑戰賽。 於2003-04 NBA賽季他成為該季的封阻王，於抄截榜亦排名第4。 於季後基里连科亦回到俄羅斯國家隊打球.
當2003年約翰·斯托克顿及卡爾·馬龍離開了爵士隊之后，他正式成為了爵士隊的隊長。在2004-06三个赛季中皆入选NBA最佳防守阵容，其中2006年为第一阵容。
於2006-07 NBA賽季，基里连科雖然健康出席了70場比賽，但他的表現是生涯最差的，只有8.3分、4.7籃板幸好在這低潮中得到隊友卡羅斯·布澤爾、德隆·威廉姆斯、梅米特·奧庫協助才不致球隊成績低落。
在爵士队效力后期，基里连科的表现平平，数据无法与其手握的天价合同匹配，首发位置甚至一度被顶替，与爵士合同结束后没有续约。在2011年NBA停摆期间，基里连科回到俄罗斯联赛加盟老东家莫斯科中央陆军，不仅率队夺得欧洲联赛亚军，还荣膺欧洲MVP和最佳防守队员，并在2012年伦敦奥运会上率领俄罗斯队夺得铜牌，重新赢得了NBA球队的青睐。
2012-13赛季前，基里连科与明尼苏达森林狼签订了2年2000万美元的合同，第二年可以跳出合同。在本赛季中，基里连科大部分时间顶替受伤的凯文·乐福出任球队先发大前锋，场均拿到12.4分、5.7个篮板、1.5次抢断以及生涯最高的50.7%的投篮命中率，这也是他自2005-06赛季以来打出的最好表现，同时还帮助国家队队友阿莱克谢·舍维德成功渡过新秀赛季。尽管森林狼因伤病侵袭最终无缘季后赛，但基里连科的表现仍然为球队贡献不少。
2013年夏季，基里连科出人意料的选择跳出合同，以2年620万的小合同加盟布鲁克林篮网。此举引发巨大争议，篮网此前大手笔不断，先是聘请退役不满10天的贾森·基德为新任主教练，又交换来凯尔特人队两大头牌凯文·加内特和保罗·皮尔斯组成全联盟账面实力最强的首发阵容之一，而基里连科又抛弃千万年薪降薪加盟的奇怪举动加盟自然招致不少口水。基里连科本人解释跳出合同本意是与森林狼签订长约，但自己并非森林狼未来计划一员，续约未果后为了争冠才降薪加盟篮网，但此种说法依旧收到质疑，有人认为篮网老板普罗霍洛夫在签约中起到了不可告人的作用，据悉有数支球队致电联盟办公室，要求联盟调查此事。
2014年12月10日，篮网队将基里连科、约格·古铁雷斯和一个2020年的二轮选秀权交易到费城76人队，换来布兰登·戴维斯。基里连科单方面认为76人队交易到自己是为了裁掉自己释放薪金空间，但76人队官方强调没有裁掉他的打算，要求他到费城报到。基里连科于是以家人健康为由滞留纽约，2015年1月9日，忍无可忍的76人队宣布对其进行无限期队内禁赛，禁赛期间他将无法领到任何薪水。2月21日，76人隊將他揮棄。

### 三度回到莫斯科中央陸軍
結束NBA的生涯後，基里连科又回到家鄉打球。於2015年6月宣佈退休。

## NBA职业生涯数据统计
|  | 表示該季Kirilenko為聯盟領先者 |

### 常规赛
| 賽季    | 球隊           | GP  | GS  | MPG  | FG%  | 3P%  | FT%  | RPG | APG | SPG | BPG | PPG  |
| ------- | -------------- | --- | --- | ---- | ---- | ---- | ---- | --- | --- | --- | --- | ---- |
| 2001-02 | 猶他爵士       | 82  | 40  | 26.2 | .450 | .250 | .768 | 4.9 | 1.1 | 1.4 | 1.9 | 10.7 |
| 2002-03 | 猶他爵士       | 80  | 11  | 27.7 | .491 | .325 | .800 | 5.3 | 1.7 | 1.5 | 2.2 | 12.0 |
| 2003-04 | 猶他爵士       | 78  | 78  | 37.1 | .443 | .338 | .790 | 8.1 | 3.1 | 1.9 | 2.8 | 16.5 |
| 2004-05 | 猶他爵士       | 41  | 37  | 32.9 | .493 | .299 | .784 | 6.2 | 3.2 | 1.6 | 3.3 | 15.6 |
| 2005-06 | 猶他爵士       | 69  | 63  | 37.7 | .460 | .308 | .699 | 8.0 | 4.3 | 1.5 | 3.2 | 15.3 |
| 2006-07 | 猶他爵士       | 70  | 70  | 29.3 | .471 | .213 | .728 | 4.7 | 2.9 | 1.1 | 2.1 | 8.3  |
| 2007-08 | 猶他爵士       | 72  | 72  | 30.8 | .506 | .379 | .770 | 4.7 | 4.0 | 1.2 | 1.5 | 11.0 |
| 2008-09 | 猶他爵士       | 67  | 10  | 27.3 | .449 | .274 | .785 | 4.8 | 2.6 | 1.2 | 1.1 | 11.6 |
| 2009-10 | 猶他爵士       | 58  | 35  | 29.0 | .506 | .292 | .744 | 4.6 | 2.7 | 1.4 | 1.2 | 11.9 |
| 2010-11 | 猶他爵士       | 64  | 62  | 31.2 | .467 | .367 | .770 | 5.1 | 3.0 | 1.3 | 1.2 | 11.7 |
| 2012-13 | 明尼苏达森林狼 | 64  | 64  | 31.8 | .507 | .292 | .752 | 5.7 | 2.8 | 1.5 | 1.0 | 12.4 |
| 2013-14 | 布鲁克林篮网   | 45  | 4   | 19.0 | .513 | .200 | .513 | 3.2 | 1.6 | .9  | .4  | 5.0  |
| 2014-15 | 布鲁克林篮网   | 7   | 0   | 5.1  | 0.0  | 0.0  | .750 | 1.1 | .1  | .1  | 0.0 | 0.4  |
| 合计    |                | 797 | 546 | 30.2 | .474 | .310 | .754 | 5.5 | 2.7 | 1.4 | 1.8 | 11.9 |
| 全明星  |                | 1   | 0   | 12.0 | .333 | .000 | .000 | 1.0 | .0  | .0  | 1.0 | 2.0  |

### 季后赛
| 賽季    | 球隊         | GP | GS | MPG  | FG%  | 3P%  | FT%   | RPG | APG | SPG | BPG | PPG  |
| ------- | ------------ | -- | -- | ---- | ---- | ---- | ----- | --- | --- | --- | --- | ---- |
| 2001-02 | 猶他爵士     | 4  | 4  | 30.5 | .393 | .000 | .813  | 3.8 | 1.0 | 1.8 | 2.5 | 8.8  |
| 2002-03 | 猶他爵士     | 5  | 0  | 29.0 | .419 | .143 | .875  | 4.8 | 1.4 | .6  | 2.0 | 11.6 |
| 2006-07 | 猶他爵士     | 17 | 17 | 31.0 | .447 | .333 | .785  | 5.2 | 2.6 | .9  | 2.4 | 9.6  |
| 2007-08 | 猶他爵士     | 12 | 12 | 32.3 | .447 | .227 | .714  | 3.4 | 2.5 | 1.5 | 1.7 | 11.0 |
| 2008-09 | 猶他爵士     | 5  | 3  | 27.2 | .468 | .200 | .714  | 2.8 | 2.0 | 2.2 | .6  | 11.0 |
| 2009-10 | 猶他爵士     | 2  | 0  | 15.0 | .500 | .000 | 1.000 | 3.0 | .0  | .5  | .5  | 5.5  |
| 2013-14 | 布鲁克林篮网 | 10 | 0  | 14.4 | .467 | .000 | .647  | 2.3 | 1.0 | 1.0 | .3  | 2.5  |
| 合计    |              | 55 | 36 | 27.1 | .445 | .208 | .767  | 3.9 | 1.9 | 1.2 | 1.6 | 8.7  |

## 瑣事
- 他於2006年1月17日對多倫多速龍隊的賽事中得18分、16籃板及11個助攻。成為第一位奪得大三元的俄羅斯球員。而他於3月25日對薩克拉門托帝王隊奪得15分、14籃板、10封阻奪得第二次的大三元。

## 外部連結
- （俄文） （英文） Official website
- NBA球員專頁 （页面存档备份，存于）
- 球員專頁@basketball-reference.com（页面存档备份，存于）
- 基里連科球員資料 （页面存档备份，存于）